# Wasa Kredit
Länsförsäkringar Finans AB, kommunikativt LF Finans, tidigare Wasa Kredit är ett svenskt kreditmarknadsbolag inom länsförsäkringsgruppen. LF Finans är ett helägt dotterbolag till Länsförsäkringar Bank AB. Länsförsäkringsbolagen äger gemensamt Länsförsäkringar AB, där Länsförsäkringar Bank ingår som ett dotterbolag.
LF Finans erbjuder leasing, hyra och avbetalning till företag samt avbetalning, lån och kortkrediter till privatpersoner. 
Huvudkontoret finns i Stockholm med lokalkontor i Göteborg, Malmö, Växjö, Umeå och Örebro.